# Pulau Palawan
Pulau Palawan (tiếng Anh: Pulau Palawan; tiếng Trung: 巴拉湾岛; bính âm: Bālāwān Dǎo; tiếng Mã Lai: Pulau Palawan; tiếng Tamil: பல்லவன் கடற்கரை), tức đảo Palawan, là một đảo nhỏ ngoài khơi phía tây nam bờ biển đảo Sentosa của Singapore. Đảo này nằm khoảng chừng đối diện với ga đường sắt một ray Bãi Biển thuộc hệ thống đường sắt một ray Sentosa Express. Diện tích của đảo là 0,4 hecta.

## Tên gọi
Palawan rất có khả năng là biến thể của từ pahlawan trong tiếng Mã Lai, nghĩa là "vị anh hùng" hoặc "chiến binh". Trong quá khứ, thực thể này vốn dĩ là một rạn đá ngầm tên là Serembu Palawan (tiếng Anh: Palawan Reef). Serembu có thể là cách viết sai của danh từ terumbu ("đá ngầm") trong tiếng Mã Lai. Sau khi hoàn thành việc lấp đất tạo đảo thì người ta cũng đổi tên thực thể này thành Pulau Palawan.

## Nhầm lẫn
Không nên nhầm lẫn Pulau Palawan với một đảo cát nhân tạo nhỏ hình chữ U nối với bãi biển Palawan trên đảo Sentosa bởi một chiếc cầu treo. Trên hòn đảo vô danh này có hai tháp quan sát và một biển thông báo với nội dung tự cho rằng đây là "điểm cực nam của châu Á lục địa". 
|  |